# Chraberce
Chraberce är en ort i Tjeckien.   Den ligger i regionen Ústí nad Labem, i den nordvästra delen av landet, 50 km nordväst om huvudstaden Prag. Chraberce ligger 284 meter över havet och antalet invånare är 138.
Terrängen runt Chraberce är platt söderut, men norrut är den kuperad. Terrängen runt Chraberce sluttar söderut.Runt Chraberce är det ganska tätbefolkat, med 134 invånare per kvadratkilometer. Närmaste större samhälle är Most, 17,3 km nordväst om Chraberce. Trakten runt Chraberce består till största delen av jordbruksmark.